# Russificazione

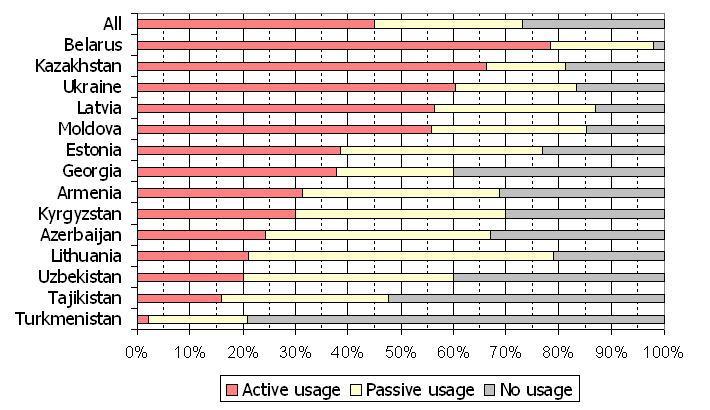
Grafico che mostra quanto il russo era conosciuto nei paesi dell'ex URSS nel 2004: in rosso la percentuale dei parlanti attivi, in giallo di chi lo comprende, in grigio di chi non lo conosce affatto.

La russificazione (in russo русификация?, rusifikacija) è l'adozione della lingua russa e/o cultura russa, da parte di comunità non-russe. In senso stretto, la russificazione è utilizzata per denotare l'influenza della lingua russa sulle altre lingue slave, su quelle baltiche e sulle altre lingue parlate in aree attualmente o storicamente controllate dalla Russia. In senso storico, il termine si riferisce alle politiche sia ufficiali che non ufficiali condotte dalla Russia imperiale e dall'Unione Sovietica verso le nazioni costituenti e verso le minoranze nazionali dell'Impero russo e dell'URSS, avendo come obiettivo la dominazione della Russia.
La principale area di influenza della russificazione è la politica e la cultura. In politica, un elemento di russificazione è l'assegnazione ai russi di posizioni amministrative dominanti nelle istituzioni nazionali. Nella cultura, la russificazione si esplicita prima di tutto nel forte uso della lingua russa negli affari ufficiali e nella forte influenza del russo sulle lingue nazionali, al fine di assimilare le minoranze di diversa etnia nella cultura russa. Lo spostamento demografico a favore della popolazione russa è anche talvolta considerato come segno di russificazione.
Alcuni studiosi distinguono la russianizzazione, cioè l'espansione della lingua, cultura russe all'interno delle culture delle regioni non russe, dalla russificazione, cioè il processo di cambiamento dell'appartenenza etnica o dell'identità da non russo a russo. In questo senso, l'avanzamento della lingua e della cultura russa non dovrebbe essere posto sullo stesso piano dell'assimilazione culturale dei non-russi.

## Storia

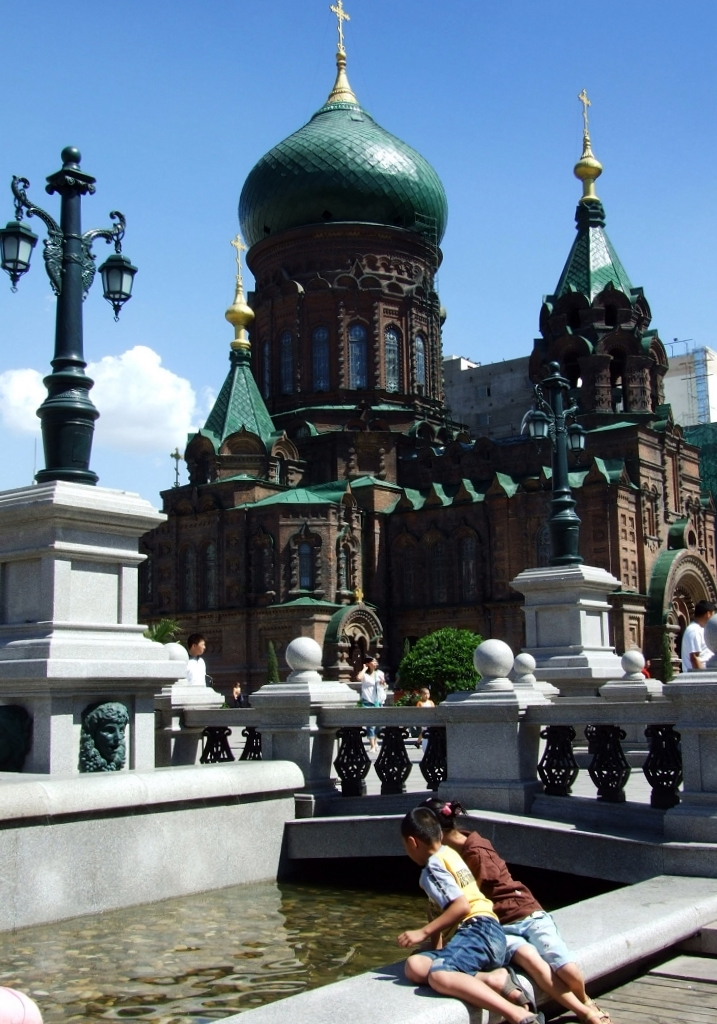
La cattedrale ortodossa russa di Santa Sofia ad Harbin, in Cina

Il primo caso di russificazione ebbe luogo nel Khanato di Kazan' e in altri khanati. I principali fattori di questo furono la cristianizzazione e l'implementazione del russo come unica lingua amministrativa. Dopo la sconfitta dell'Impero russo nella guerra di Crimea e la rivolta di Gennaio, rispettivamente nel 1856 e nel 1863, lo Zar Alessandro II di Russia aumentò la russificazione per impedire future ribellioni. La Russia, infatti era popolata da numerosi gruppi etnici e costringerli a rinunciare alla loro lingua e alla loro cultura fu l'unico modo per prevenire il separatismo e l'autodeterminatismo. Nel XIX secolo i coloni russi costrinsero molti Kazaki a emigrare in Cina.

## Popoli uralici
La maggior parte della Russia occidentale e centrale è abitata dai popoli uralici, come i Vepsi, i Permiani, i Mari e i Mordvini. Storicamente la loro russificazione iniziò con l'espansione verso est degli Slavi orientali. Le testimonianze scritte del periodo più antico sono scarse, ma prove toponimiche indicano che questa espansione fu realizzata a spese di vari Finnici del Volga, che come conseguenza furono gradualmente assimilati dai russi a cominciare dai Muroma e dai Merya all'inizio del XX secolo a.C. La russificazione dei Komi cominciò tra il XIII secolo e il XIV secolo, ma non sortì alcun effetto fino al XVIII secolo. Il bilinguismo russo-komi diventò legge nel corso del XIX secolo e questo portò a un aumento dell'influenza russa nella lingua komi. La russificazione forzata di queste minoranze etniche si intensificò durante il periodo sovietico e continua tuttora senza sosta, soprattutto a causa dell'urbanizzazione e al calo dei tassi di sostituzione della popolazione (particolarmente basso tra i popoli uralici più occidentali). Come conseguenza molte lingue e culture indigene sono attualmente in pericolo. Ad esempio tra il 1989 e il 2002 il numero di persone assimilate dei Mordvini è stato di oltre 100.000 persone, perdita considerevole per un popolo che si è ridotto a meno di un milione. Secondo Vasilij Pekteev, direttore del Mari National Theater di Joškar-Ola, capitale della Repubblica dei Mari, una politica di russificazione che ha avuto inizio nel 2001 ha portato al mancato insegnamento della lingua mari nei villaggi e nelle scuole. Secondo il censimento russo del 2010, c'erano 204.000 persone di madrelingua mari, in calo rispetto alle 254.000 persone del 2002.

## Polonia e Lituania

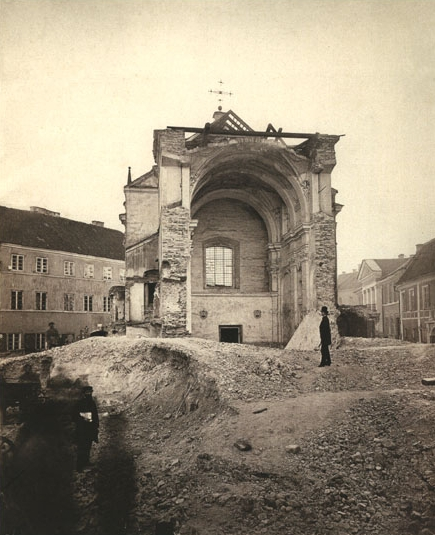
Una Chiesa cattolica di fede romana demolita dalle autorità russe a Vilnius, 1877

Nel XIX secolo l'Impero russo tentò di sostituire le lingue e i dialetti polacchi, lituani, bielorussi e ucraini con il russo in quegli stati che furono annessi alla Russia dopo la Terza spartizione della Polonia nel 1795 e il Congresso di Vienna nel 1815. Il governo dovette affrontare una situazione critica entro il 1815 con il 64% della nobiltà Romanov di origine polacca; la conseguenza fu che ci furono più polacchi letterati che russi che sapevano sia russo che polacco. La russificazione nel Regno del Congresso venne intensificata dopo la Rivolta di Novembre del 1831 e in particolare dopo quella di Gennaio del 1863. Nel 1864 il polacco e il bielorusso furono banditi dai luoghi pubblici, nel 1880 fu la volta delle scuole per motivi scolastici e negli uffici del Regno. L'insegnamento e la ricerca della lingua, della cultura e del cattolicesimo furono proibiti. L'analfabetismo si diffuse sempre di più quando gli scolari si rifiutarono di imparare il russo e per questo furono picchiati. Venne così creata una rete di istruzione clandestina che comprendeva anche la nota Università volante. Secondo le stime russe, un terzo degli abitanti della Polonia russa era coinvolta nell'istruzione clandestina basata sulla letteratura polacca. A partire dal 1840 la Russia tentò di introdurre il cirillico per l'ortografia polacca con i primi libri scolastici stampati negli anni '60 del XIX secolo, ma questi tentativi fallirono. Uno sviluppo simile avvenne in Lituania. Il governatore generale di Vilnius, Michail Murav'ëv, in carica dal 1863 al 1865, vietò l'uso del polacco e del lituano e furono chiuse le rispettive scuole, insegnanti che non parlavano queste lingue vennero trasferiti in quei territori per insegnare agli alunni. Proibì l'uso di sistemi di scrittura gotici e latini. Fu riferita questa frase: "Ciò che non ha fatto la baionetta russa, lo farà la scuola russa". ("Что не додѣлалъ русскій штыкъ, додѣлаетъ русская школа"). Questo divieto fu revocato solo nel 1904 allorché i trafficanti lituani di libri smisero di portare pubblicazioni lituane stampate in latino dalla Lituania minore e dagli Stati Uniti nelle zone di lingua lituana. Col passare del tempo cominciarono a simboleggiare la resistenza alla russificazione. Questa assimilazione culturale promosse anche la supremazia della Chiesa ortodossa russa su quella cattolica. I divieti furono: chiusura dei monasteri cattolici, divieto di costruire nuove chiese, istituzione di scuole statali che insegnavano solo la religione ortodossa, consegna di chiese cattoliche e i sacerdoti dovevano predicare solo sermoni approvati, che chiedevano la conversione in caso di matrimonio con membri della Chiesa ortodossa per i cattolici, facendo sì che i nobili dovessero pagare una tassa aggiuntiva pari al 10% dei loro profitti, limitando gli ettari che un contadino di fede cattolica poteva avere e passare dal calendario gregoriano a quello giuliano. La maggior parte delle proprietà della chiesa ortodossa nel XIX secolo nel Regno del Congresso venne acquisita ai danni della chiesa cattolica di riti romano e greco-cattolico. Dopo la rivolta del 1831, parecchi manieri e grandi appezzamenti di terreno furono confiscati ai nobili polacchi e lituani accusati di aver aiutato i rivoltosi e vennero cedute ai nobili russi. I villaggi in cui vivevano i sostenitori della ribellione furono ripopolati da coloni russi. L'Università di Vilnius chiuse nel 1832 perché la sua lingua d'insegnamento non era il russo, ma il polacco. Ai lituani e ai polacchi fu proibito svolgere qualsiasi incarico professionale (come insegnante o medico), questo costrinse vari lituani laureati e istruiti a trasferirsi in altre parti dell'Impero. Il codice legale esistente venne smantellato e ne fu emanato uno nuovo, scritto in lingua russa e basato su quello russo; il risultato è che divenne l'unica lingua giuridica e amministrativa dell'area. Questo tentativo di russificazione cessò all'inizio della guerra russo-giapponese, ma non scomparì fino al 1919, infatti l'università a Vilnius riaprì solo in quell'anno.

## Bessarabia
La Bessarabia venne annessa dall'impero russo nel 1812. Nel 1816 divenne uno stato autonomo, ma solo fino al 1828. Nel 1829, l'uso del rumeno venne proibito nell'amministrazione e proibito nelle chiese nel 1833. Nel 1842, l'insegnamento in rumeno era vietato nelle scuole secondarie e venne vietato nelle scuole elementari nel 1860.
Le autorità russe costrinsero i Moldavi a migrare verso altre province dell'Impero (in particolare a Kuban', in Kazakistan e in Siberia), mentre gruppi etnici stranieri (in particolare russi e ucraini, chiamati nel XX secolo "Piccoli russi") vennero incoraggiati a stabilirsi lì. Secondo il censimento del 1817, la Bessarabia era popolata l'86% da moldavi, 6,5% ucraini, 1,5% russi (Lipovani) e 6% altri gruppi etnici. 80 anni dopo, nel 1897, la struttura etnica era molto diversa: solo il 56% moldavo, ma l'11,7% ucraini, il 18,9% russi e il 13,4% altri gruppi etnici. In 80 anni, tra il 1817 e il 1897, la popolazione moldava diminuì del 30%.
Dopo l'occupazione sovietica della Bessarabia, la popolazione rumena della Bessarabia venne perseguitata dalle autorità sovietiche, specialmente negli anni seguenti l'annessione, basata principalmente su motivi sociali, educativi e politici; per questo motivo, la russificazione venne nuovamente imposta ai Rumeni. Il moldavo introdotto durante il periodo tra le due guerre dalle autorità sovietiche nella RSSA Moldava e dopo il 1940 insegnato nella Repubblica Socialista Sovietica Moldava, era in realtà il rumeno ma scritto con una versione della scrittura cirillica derivata dal russo (vedi alfabeto cirillico moldavo). I sostenitori dell'alfabeto cirillico sostengono che la lingua rumena sia stata storicamente scritta con la scrittura cirillica, sebbene in una versione diversa di essa. 
Gli effetti culturali e linguistici della russificazione si manifestarono in persistenti domande di identità. Durante la dissoluzione dell'Unione Sovietica questo portò alla separazione di una grande porzione industrializzata del paese, diventando lo stato indipendente de facto della Transnistria, la cui lingua ufficiale principale è il russo.

## Ucraina

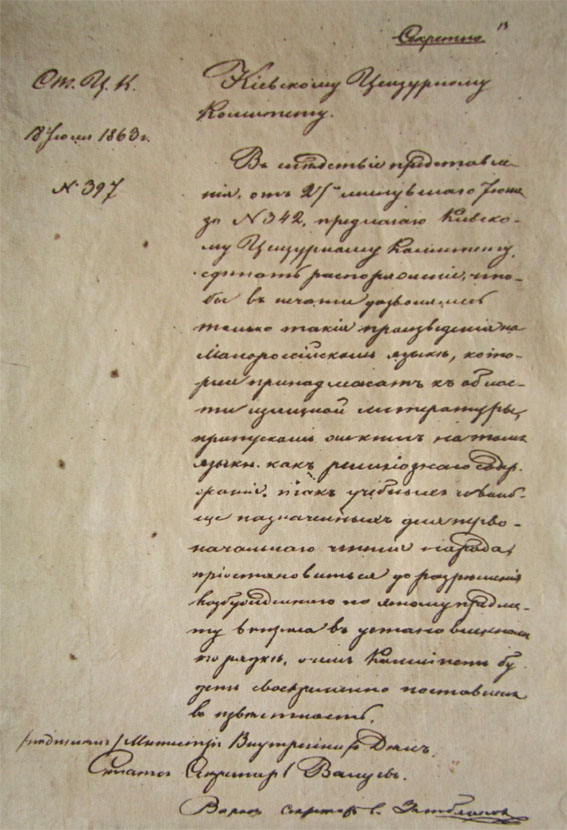
La Circolare Valuev del 1860, progettata per sradicare la lingua ucraina

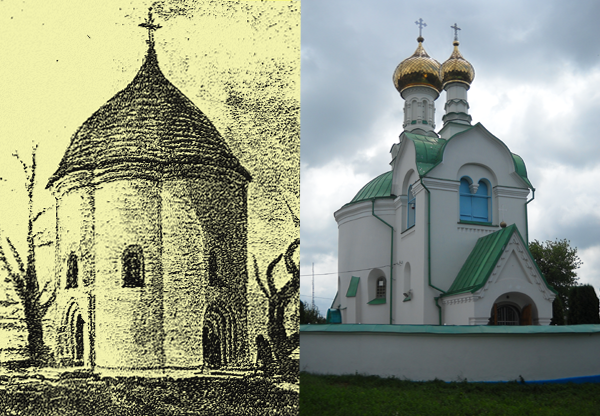
Una delle chiese ucraine prima e dopo la ricostruzione

La russificazione è una politica a lungo termine di tutti i regimi russi. Sorse ai tempi dell'Impero russo, poi riprese la sua esistenza durante i tempi dell'Unione Sovietica e si rafforzò durante il governo di Vladimir Putin nei territori occupati dalla Russia. Ciò si è manifestato non solo nello spostamento della lingua madre e nella sua sostituzione con il russo, ma anche nel cambiamento dei cognomi (le desinenze e gli accenti russi venivano solitamente aggiunti ai cognomi ucraini nei documenti), così come semplicemente nella ricostruzione dell'architettura locale, e distruzione di edifici sacri.

### Cronologia
- 1690 Proibizione da parte della Chiesa ortodossa russa dei libri parrocchiali stampati nella lingua letteraria ucraina dell'epoca e primi casi di loro distruzione (questa politica iniziò immediatamente dopo la transizione dell'etmanato cosacco sotto il protettorato della Russia).[3]
- 1720. Decreto di Pietro I che vieta la stampa di libri in lingua ucraina nelle tipografie di Kiev e Chernihiv.[4]
- 1764. Istruzioni di Caterina II sulla russificazione dell'Ucraina, di Smolensk (territorio etnico bielorusso), degli Stati baltici e della Finlandia.[5]
- Decreto del Sinodo della Chiesa ortodossa russa sulla confisca dell'alfabeto ucraino e dei libri sacri ucraini alla popolazione.[6]
- 1784. Divieto totale dell'istruzione primaria in lingua ucraina sul territorio dell'Impero russo.
- 1786. Divieto dell'uso della lingua ucraina nei servizi religiosi e dell'insegnamento della lingua ucraina negli istituti di istruzione superiore.
- 1831. Abolizione della Diritto di Magdeburgo nelle città, che rendeva impossibile condurre i procedimenti giudiziari in lingua ucraina.
- 1862. Le scuole parrocchiali ucraine vengono chiuse. La pubblicazione della rivista letteraria, scientifica e politica ucraina "Osnova" è stata interrotta.
- 1863. La Circolare di Pëtr Valuev in cui dichiarava che "la lingua ucraina non esisteva, non esiste e non può esistere, e chi non capisce questo è un nemico della Russia"[7].
- 1876. Ukaz di Ems. Divieto di importare libri ucraini dall'estero, divieto di firmare testi ucraini sotto spartiti musicali, divieto di esibizioni ucraine. Al concerto il coro di Mykola Lysenko ha dovuto cantare la canzone popolare ucraina "Rain" in francese.
- 1881. La legge permette la stampa di dizionari in lingua ucraina, ma secondo l'ortografia russa.
- 1882. Il governo russo ordina alla censura di vigilare rigorosamente affinché non siano consentite traduzioni letterarie ucraine dalla lingua russa.
- 1887. Il censore restituì il manoscritto della grammatica della lingua ucraina senza leggerlo, scrivendo all'autore che "non è necessario consentire la pubblicazione della grammatica di una lingua destinata alla non esistenza".
- 1888. Decreto dell'imperatore Alessandro III "Sul divieto dell'uso della lingua ucraina nelle istituzioni ufficiali e sul battesimo dei bambini con nomi ucraini".
- 1889. A Kiev, durante un congresso archeologico, fu consentita la lettura degli abstract in tutte le lingue tranne l'ucraino.
- 1894. Divieto di importazione di libri ucraini dall'estero.
- 1895. Divieto di pubblicazione di lettori ucraini e libri per bambini ucraini.
- 1903. All'inaugurazione del monumento allo scrittore Ivan Kotljarevs'kyj a Poltava non è stato permesso loro di parlare in ucraino.
- 1905. Il Gabinetto dei Ministri russo respinge la richiesta delle università di Kiev e Kharkiv di revocare il divieto sulla lingua ucraina, definendola "impraticabile".
- 1906. e 1907 Chiusura del giornale in lingua ucraina "Prosvita" a Odessa e Mykolaïv.
- 1908. Decreto del Senato in cui si afferma che "il miglioramento dell'istruzione in Ucraina è dannoso e pericoloso per la Russia".
- 1910. Decreto di Pëtr Arkad'evič Stolypin sull'iscrizione degli ucraini nella categoria degli stranieri e sul divieto di qualsiasi organizzazione politica ucraina.
- 1913. Il direttore del distretto educativo di Kiev emanò un'istruzione che vietava agli alunni e agli studenti di assistere agli spettacoli teatrali ucraini.
- 1914. Divieto di celebrare il centenario della nascita del principale scrittore ucraino Taras Ševčenko[8].
- 1922. Dopo la guerra di liberazione dell'Ucraina Liquidazione del giornale "Prosvita" nel Kuban' e in altri luoghi di residenza degli ucraini entrati nella Russia sovietica
- 1929. Arresti di intellettuali e attivisti del Partito comunista ucraino (si è scoperto che l'ucrainizzazione è stata effettuata nella Ucraina Sovietica negli anni '20 al fine di identificare le future vittime della repressione).
- 1933. Durante l'Holodomor fu pubblicato il telegramma di Stalin sulla fine dell'ucrainizzazione.
- 1937. Fucilazione dell'élite intellettuale ucraina
- 1938. Risoluzione del Cremlino sullo studio obbligatorio della lingua russa nelle scuole dell'Ucraina sovietica.
- 1958. Risoluzione del Partito Comunista sul passaggio delle scuole ucraine alla lingua di insegnamento russa. Il 17 settembre 1959 la Verkhovna Rada della SSR ucraina adottò la relativa risoluzione.
- 1961. Il 22º Congresso del Partito Comunista - il nuovo programma del partito sulla "fusione delle nazioni in un unico popolo sovietico" 1970 Ordine del Ministero dell'Istruzione dell'URSS di scrivere e difendere tutte le tesi di diploma solo in russo.
- 1975. A causa della censura sovietica, le opere degli scrittori ucraini vengono pubblicate in forma ridotta
- 1980. - Nuovi arresti dell'intellighenzia e dei dissidenti ucraini, che poi finiscono nella psichiatria punitiva.
- 2014. Nei territori occupati dalla Russia nell'Ucraina orientale, le istituzioni educative sono passate alla lingua di insegnamento russa. I soldati russi sequestrarono e bruciarono libri ucraini, distrussero monumenti agli hetman e ai otaman ucraini.[9]
- 2016. Due anni dopo l’occupazione russa della Crimea, quasi tutte le scuole di lingua ucraina furono chiuse. A partire dal 2016, operava solo una scuola in lingua ucraina. Formalmente, l'apprendimento della lingua ucraina è consentito, ma ufficiosamente tali tentativi vengono attivamente bloccati.[10]
- 2019. l'ultima scuola ucraina dichiarata è stata riformattata - e, secondo i genitori, nella scuola ucraina "dichiarata" di fatto tutte le materie venivano insegnate in russo.[11]
- 2022. Discorso del deputato della Duma di Stato Evgeny Fedorov al capo del Ministero della Scienza della Federazione Russa sulla creazione dell'Istituto per la regolamentazione degli standard della lingua ucraina in Russia[12]. Le truppe russe nei territori temporaneamente occupati confiscarono e distrussero la letteratura ucraina e i libri di testo sulla storia dell'Ucraina, costringendo gli insegnanti locali a condurre il processo educativo nelle scuole esclusivamente in russo[13]. Le truppe russe esercitano pressioni sugli insegnanti nelle zone temporaneamente occupate di Berdjans'k, Melitopol e Heničes'k[14]. Nel 2022, le autorità di occupazione russe hanno creato i cosiddetti campi di riqualificazione per insegnanti nelle regioni di Cherson, Charkiv, Zaporižžja con l’obiettivo di trasferirli agli “standard educativi russi”.[15]
- 2023. Nei territori temporaneamente occupati dell'Ucraina, i russi confiscano i libri ucraini dalle collezioni delle biblioteche pubbliche e scolastiche e li bruciano nei locali caldaie.[16]

## Bielorussia
La russificazione è una politica di lunga data dei regimi russi che ha avuto origine durante il periodo dell’Impero russo, poi ripresa sotto l’Unione Sovietica e continua sotto il regime del presidente filo-russo Aljaksandr Lukašėnka. In generale, la Bielorussia è il paese più colpito da questa politica.

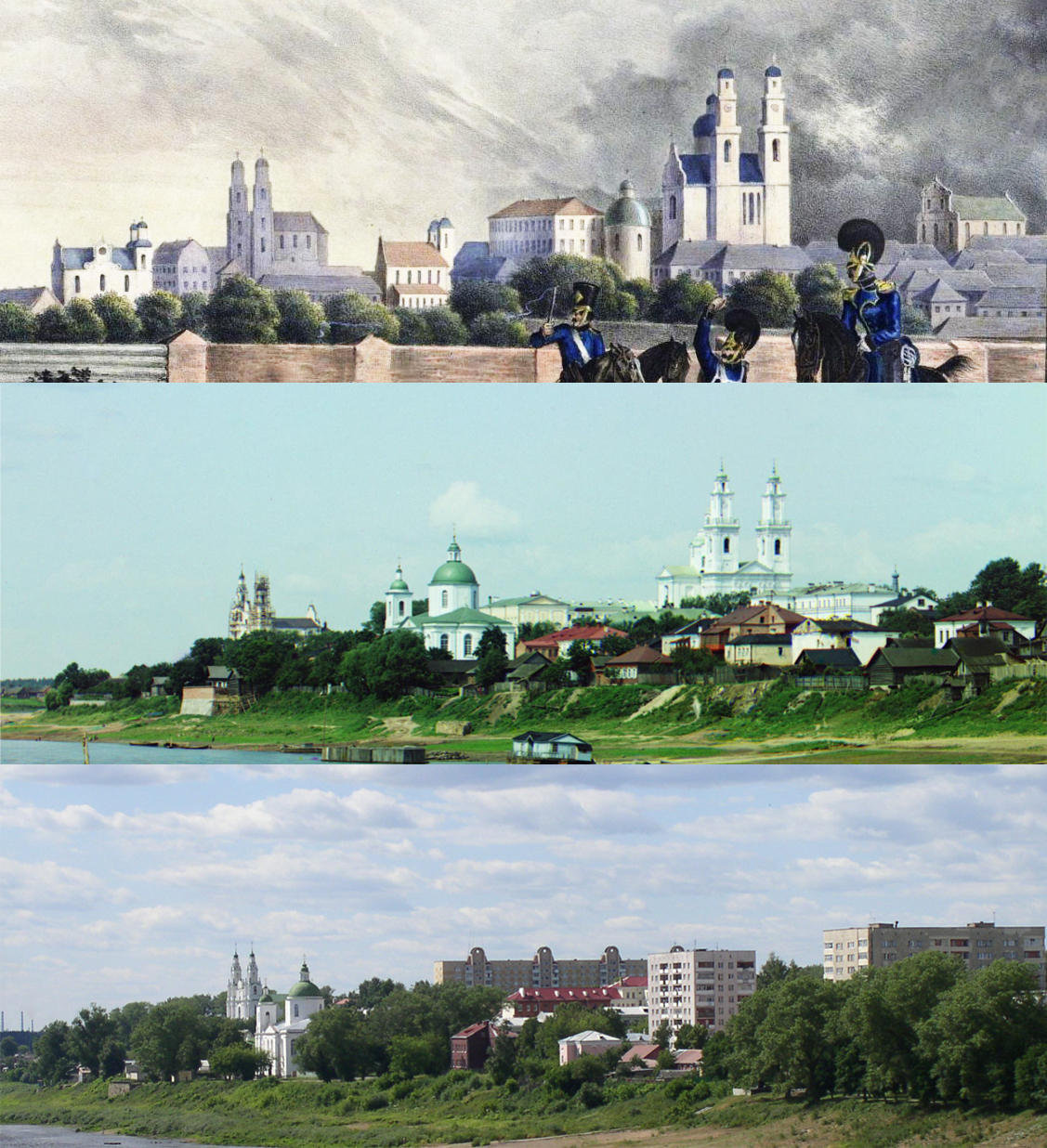
Polotsk, la città più antica dello stato, nel 1812, 1912 e 2006. Le conseguenze della distruzione dei monumenti architettonici della città

### Cronologia
- 1772. Dopo la prima spartizione della Polonia, parte delle terre etniche bielorusse divennero parte dell'Impero russo, dopo di che Caterina II firmò un decreto secondo il quale tutti i governatori dei territori annessi dovevano emettere verdetti, decreti e ordini solo in russo. Iniziò anche il consolidamento della popolazione locale: circa mezzo milione di bielorussi precedentemente liberi divennero proprietà dei nobili russi.[18][19][20]
- 1773. Caterina II firma un altro ordine "Sulla creazione di tribunali locali", che prevede nuovamente l'uso obbligatorio della lingua russa
- 1787. Caterina II emanò un decreto secondo cui i libri religiosi nell'impero russo potevano essere stampati solo nelle case editrici subordinate esclusivamente al Sinodo della Chiesa ortodossa russa. Venne pertanto vietata anche l'attività delle tipografie greco-cattoliche.[21]
- 1794. Aleksandr Suvorov represse la Insurrezione di Kościuszko e ricevette come ricompensa 25.000 servi bielorussi[22].
- 1795. La Russia nega ufficialmente l'esistenza della nazione bielorussa e della lingua bielorussa indipendente. Sono iniziati gli arresti di massa dei politici locali bielorussi e la loro sostituzione con politici russi.[23]
- 1825. Dopo che l'imperatore Nicola I salì al potere, la Rivolta di novembre del 1830-1831 fu soppressa.[24]
- 1831. La formazione di un comitato speciale il cui compito era "l'equalizzazione dell'intero territorio nordoccidentale con le province interne della Russia". Il ministro degli Interni dell'Impero russo Pëtr Valuev ha preparato per il suddetto comitato un "Saggio speciale sui mezzi di russificazione del territorio nordoccidentale". È stata inoltre effettuata la liquidazione in massa delle scuole greco-cattoliche e basiliane, che privilegiavano la lingua e la cultura bielorussa. Il controllo sull'istruzione da parte della Chiesa ortodossa russa è aumentato.[25][26][27]
- 1840. Nicola I emanò un decreto secondo il quale era vietato usare le parole "Bielorussia" e "bielorussi" nei documenti ufficiali. Nei documenti ufficiali, il paese ha ricevuto il nome di "Regione Nord-Ovest" (russo: Северо-Западный край).[28]
- 1852. Con la liquidazione della Chiesa greco-cattolica iniziò la distruzione di massa della letteratura religiosa bielorussa. E così, Joseph Semashko, fu testimone dell'incendio di 1.295 libri trovati nelle chiese bielorusse.[29]
- 1864. Mikhail Muraviov-Vilensky (1796-1866), noto per i suoi abusi nei confronti della popolazione bielorussa, divenne governatore generale del "Territorio del Nord-Ovest" [16]. Prestò particolare attenzione all'istruzione, divenne famoso il motto di Muravyov: “Ciò che non ha finito la baionetta russa, lo finiranno la scuola e la chiesa russa”.[30] · [31] · [27][32]
- 1900. Il Ministero dell'Istruzione dell'Impero russo stabilì il seguente compito per tutte le scuole del paese: "i bambini di diverse nazionalità ricevono un orientamento puramente russo e si preparano alla completa fusione con la nazione russa".[33]
- 1914. Il popolo bielorusso non è stato menzionato nelle risoluzioni del Primo Congresso panrusso dell'educazione nazionale, che elencava un gran numero di popoli dell'Impero russo ai cui figli veniva offerta l'istruzione nelle lingue nazionali. In generale, durante l'intero periodo del loro regno in Bielorussia, le autorità dell'Impero russo non hanno permesso l'apertura di una sola scuola bielorussa.[34]
- 1929. Fine della bielorussizazione, inizio della repressione politica.[35] · [36]
- 1930. Nell'URSS, con il pretesto della "lotta contro la religione", inizia la distruzione di massa di monumenti architettonici unici. Per ordine delle autorità sovietiche, gli antichi monasteri di Vitebsk, Orsha e Polotsk furono distrutti[37][38][39].
- 1937. Per ordine del governo sovietico, la maggior parte dei rappresentanti dell'allora intellighenzia bielorussa furono fucilati[40].
- 1942. Janka Kupała, un classico della letteratura bielorussa, fu ucciso dai servizi speciali sovietici durante il suo soggiorno a Mosca.
- 1948. Alesya Furs, attivista del movimento di liberazione nazionale, è stata condannata a 25 anni di carcere per aver esposto lo stemma bielorusso "Pagonia"[41].
- 1960. Dopo la seconda guerra mondiale, sotto la maschera di piani generali di restauro e ricostruzione delle città, continua la distruzione dei monumenti architettonici. I bielorussi hanno subito le maggiori perdite in termini di patrimonio architettonico negli anni '60 e '70[42].
- 1995 Dopo che Aljaksandr Lukašėnka salì al potere, i simboli di stato della Bielorussia - la bandiera bianco-rosso-bianca e lo stemma storico di Pagon furono sostituiti con simboli sovietici modificati, e anche l'inno fu sostituito (la melodia dell'inno della Bielorussia sovietica viene utilizzato con il testo modificato). Inoltre, la lingua russa ha ricevuto lo status di seconda lingua di Stato (la lingua russa è utilizzata in tutte le istituzioni educative e nei mass media), secondo l'UNESCO la lingua bielorussa rischia di scomparire.[43]

## Granducato di Finlandia
La russificazione del Granducato (1899-1905, 1908-1917), sortokaudet ("tempi di oppressione" in finlandese) fu una politica governativa dell'Impero russo con l'obiettivo di abolire l'autonomia della Finlandia e di assimilare linguisticamente e culturalmente i finnici.